# Рахманов, Талят Алиага оглы
Талят Алиага оглы Рахманов (азерб. Tələt Əliağa oğlu Rəhmanov; 12 декабря 1931, Амирджаны, Азербайджанская ССР, СССР — 13 ноября 1995, Сумгаит, Азербайджан) — азербайджанский и советский киноактёр и режиссёр, директор нескольких фильмов.

## Биография
Родился 12 декабря 1931 года в Амирджанах (ныне входит в состав Сураханского района Баку). Племянник Гусейна Рахманова, заместителя председателя Совета министров АзССР, объявленного «врагом народа» и репрессированного, что повлияло также и на карьеру Талята. Учился в Нефтяной академии, но был отчислен.
Позже поступил в театральный техникум. Работал на Бакинской киностудии актёром, помощником режиссёра («Где Ахмед?») и кинорежиссёром.
Снимался с 1955 года. Сыграл в 80 фильмах, в основном, на студии «Азербайджанфильм». Амплуа — комедийный актёр. Мастер эпизодических ролей.
Один из азербайджанских актёров, который пользовался большой популярностью зрителей.

### Последние годы жизни
Много лет страдал от сахарного диабета, с 1994 года был прикован к кровати.
Скончался 13 ноября 1995 года в Сумгаите от сердечного приступа.

## Избранная фильмография

### Актёр
- 1955 — Встреча — колхозник (нет в титрах)
- 1956 — Чёрные скалы — инженер
- 1958 — На дальних берегах — секретарь в приёмной
- 1958 — Пачка «Казбека» — Алиев, студент
- 1959 — Тайна одной крепости — человек с оружием
- 1961 — Наша улица — билетный контролёр в аэропорту (в титрах не указан)
- 1963 — Где Ахмед? — сельский житель
- 1963 — Ромео, мой сосед — пьющий пиво
- 1963 — Я буду танцевать — администратор
- 1964 — Волшебный халат — милиционер
- 1964 — Кого мы больше любим (киноальманах)
- 1965 — Аршин мал алан — "Вели, слуга Аскера
- 1965 — Непокорённый батальон — владелец фургона
- 1966 — Следствие продолжается
- 1968 — Именем закона — врач (озвучание — Ю. Боголюбов)
- 1968 — Человек бросает якорь — нефтяник
- 1969 — В этом южном городе
- 1969 — Я помню тебя, учитель
- 1970 — Мой добрый папа — "Офицер
- 1970 — Севиль — служитель
- 1974 — Страницы жизни — пьющий пиво
- 1975 — Четыре воскресенья — эпизод
- 1975 — Яблоко как яблоко — милиционер
- 1977 — Сюрприз
- 1977 — Скажи, что любишь меня! (ТВ) — Давуд (озвучание — Н. Граббе)
- 1977 — Иду на вулкан — Ариф Мамедович
- 1978 — Свекровь — Али
- 1979 — Допрос —  Работник сельсовета
- 1980 — Я ещё вернусь
- 1981 — Дорожное происшествие — сват
- 1982 — Деловая поездка — Сотрудник похоронного бюро
- 1985 — Дачный сезон
- 1985 — Дождь в праздник (короткометражный)
- 1985 — 100 (короткометражный фильм)
- 1987 — Мужское слово — Bayandur
- 1987 — Злой — директор рынка
- 1988 — Живи, золотая рыбка — игрок в нарды
- 1989 — Мерзавец — художник Балаян
- 1989 — Ночь без края — Сафар
- 1990 — Свидетельница
- 1991 — Последняя любовь
- 1991 — Не входи, убьёт!
- 1993 — Тахмина — гость на дне рождения
- 1993 — Работа № 777 (короткометражный фильм)
- 1994 — Чёрная Волга — эпизод
- 1994 — Последняя битва

### Режиссёр
- 1974 — Мститель из Гянджабасара
- 1979 — BI

### Директор фильмов
- 1975 — Четыре воскресенья
- 1985 — Легенда Серебряного озера
- 1987 — Мужское слово
- 1991 — Привет с того света